# ريسكيوس سور هيم
ريسكيوس سور هيم (بالفرنسية: Recques-sur-Hem)‏ هي بلدية تقع في إقليم باد كاليه من منطقة نور با دو كاليه في شمال فرنسا. تبلغ مساحة هذه المدينة 5.41 (كم²)، وترتفع عن سطح البحر 18 م، يبلغ عدد سكانها 597 نسمة حسب إحصاء المعهد الوطني للإحصاء والدراسات الاقتصادية سنة 2009 م. وترأس Christian Pette البلدية خلال فترة (2008-2014).